# Malek Chebel
Pour les articles homonymes, voir Chebel.
Malek Chebel (arabe : مالك شبل) est un anthropologue et penseur algérien des religions en particulier l'islam, né le 23 avril 1953 à Skikda (alors appelée Philippeville) et mort le 12 novembre 2016 à Paris 13e,.
Il étudie en Algérie, puis en France, à Paris, où il approfondit notamment la psychanalyse. Il enseigne dans de nombreuses universités à travers le monde.
Essayiste, auteur d’ouvrages spécialisés sur le monde arabe et l’islam, son travail s'appuie sur « l’islam des Lumières ». Il tient des conférences dans de nombreux pays d’Europe et d’Afrique, et il travaille à une vaste enquête sur l’islam dans le monde.
Il est réputé pour sa réflexion sur l'islam, sa culture, son histoire, sa vie intellectuelle, son érotisme. Il est remarqué pour ses prises de positions publiques en faveur d'un islam libéral ainsi que d'une réforme de l'islam incluant certains aspects de la modernité politique.

## Biographie
Né en 1953 à Philippeville (aujourd'hui Skikda), en Algérie, Malek Chebel perd son père alors qu'il n'a que 2 ans. Élevé par sa mère, il fait ses études primaires et secondaires en « centre de regroupement » puis obtient son baccalauréat philosophie et lettres arabes. Il entre en 1973 à l'Université de Constantine. Il est reçu premier de sa promotion pour son mémoire de licence en psychologie clinique.
Titulaire d'une bourse étudiante accordée par le consulat de France à Alger, il arrive en France en 1977 et obtient, en 1980, un premier doctorat en psychopathologie clinique et psychanalyse à l'université Paris 7. Puis en 1982, Malek Chebel obtient son doctorat d'ethnologie à Jussieu, et en 1984 son doctorat de sciences politiques à l'Institut d'études politiques de Paris.
Il exerce et donne des conférences en Europe, dans le monde arabe et aux Amériques : dans des universités en France, (Université Paris Sorbonne-Paris IV) ; au Maroc, Université de Marrakech ; en Tunisie ; dans plusieurs établissements supérieurs égyptiens ; aux États-Unis, à Berkeley et Stanford, à San Francisco, à l'UCLA de Los Angeles, à la CUNY à New York, Rockefeller University à New York ; en Belgique, l'ULB à Bruxelles ; etc.
Il donne à plusieurs reprises des interviews dans les médias et apparaît brièvement dans le film Secret Défense de Philippe Haïm. Il intervient fréquemment sur France-Culture dans les années 2010 sur différentes thématiques en lien avec l'islam. À partir de 2006, il participe également à l'émission télévisuelle inter-religieuse récurrente, d'abord mensuelle puis devant son succès devenue hebdomadaire, "Les Enfants d'Abraham" sur Direct 8, dans laquelle il échange aux côtés de l'abbé Alain de La Morandais et de Haïm Korsia (rabbin) sur des sujets d'actualité. Leurs dialogues donnent naissance à un livre à trois mains.
Malek Chebel a fait partie du Groupe des Sages de l'UE qui, auprès de Romano Prodi, président de la Commission européenne, réfléchissait aux implications culturelles induites par l'Europe, notamment dans ses rapports avec la rive sud de la Méditerranée, à l'origine de l'élaboration de la première charte euro-méditerranéenne. Il s'intéresse désormais particulièrement aux travaux de l'Union pour la Méditerranée (UPM).
Il meurt le 12 novembre 2016 à Paris à la suite d'un cancer.

## Distinctions
En 2004, il reçoit le Prix des écrivains croyants pour son livre Manifeste pour un islam des Lumières.
En 2008, il est fait Chevalier de la Légion d'honneur par Nicolas Sarkozy.

## Œuvre
- 1984 : Le corps en Islam, Éd. PUF, coll. Quadrige 2e éd. 1999, 3e éd. 2004.
- 1986 : La formation de l'identité politique, Éd. PUF, Éd. Payot, 2e éd. 1997.
- 1986 : Le livre des séductions suivi de Dix Aphorismes sur l'amour, Lieu commun, Éd. Payot, 2e éd. 1997.
- 1988 : L'Esprit de sérail, mythes et pratiques sexuelles au Maghreb, Lieu commun, Éd. Payot, 2e éd. 1997.
- 1992 : Histoire de la circoncision des origines à nos jours, Éd. Balland, 2e éd. 1997, Éd. Perrin 3e éd. 2006.
- 1993 : L'imaginaire arabo-musulman, Éd. PUF, 2e éd. coll. Quadrige 2002.
- 1995 : Dictionnaire des symboles musulmans, Éd. Albin Michel, 2e éd. 2001.
- 1995 : Encyclopédie de l'amour en Islam. Érotisme, beauté et sexualité dans le monde arabe, en Perse et en Turquie, Éd. Payot, 2e éd. 2003.
- 1996 : Psychanalyse des Mille et Une Nuits, Éd. Payot, 2e éd. 2002.
- 1997 : Les symboles de l'Islam, album, Éd. Assouline, 2e éd. 1999.
- 1998 : Préface de Coran, Traduit par Edouard Montet, Éd. Payot-Poche, 2e éd. 2001.
- 1999 : Traité du raffinement, Éd. Payot, 2e éd. en poche 2008.
- 2000 : Du Désir, Éd. Payot, 2e éd. 2002.
- 2001 : Les cent noms de l'amour, avec Lassaâd Metoui, Éd. Alternatives, 2e éd. 2003.
- 2002 : Mahomet et l'Islam, Illustré par Yves Beaujard, Casterman.
- 2002 : Le Sujet en Islam, Éd. du Seuil.
- 2003 : Islam et Libre arbitre, la tentation de l'insolence, avec Marie de Solemne, Éd. Dervy.
- 2004 : Dictionnaire amoureux de l'islam, Éd. Plon, coll. « Dictionnaire amoureux ».
- 2004 : Manifeste pour un islam des Lumières. 27 propositions pour réformer l'islam, Éd. Hachette Littératures.
- 2004 : Anthologie du vin et de l'ivresse, Éd. du Seuil, 2e éd. Pauvert, 2008.
- 2005 : Préface de L'islam, passion française. Une anthologie, Bartillat.
- 2005 : L'islam et la raison, le combat des idées, Perrin, 2e coll. Tempus, 2006.
- 2006 : Le Kama sutra arabe, 2000 ans de littérature érotique en Orient, Pauvert.
- 2006 : Le Coran raconté aux enfants, illustré par Mimi des Bois, Petit Phare.
- 2007 : L'Islam expliqué par Malek Chebel, Perrin, coll. Tempus, 2e éd. 2009, 3e éd. 2013.
- 2007 : Treize contes du Coran et de l'Islam, Fayard.
- 2007 : L'esclavage en terre d'islam[21], Fayard.
- 2007 : Ouvrage collectif Prières d'Islam. Ce que les hommes disent aux Dieux, Éd. du Seuil, p. 209-272.
- 2008 : Le Coran pour les Nuls, avec Sohaib Sultan, Éd. Broché.
- 2008 : L'Islam pour les Nuls, avec Malcolm Clark, Éd. Broché.
- 2008 : Anthologie du vin et de l'ivresse en Islam, Pauvert.
- 2009 : Sagesses d'Islam, Éd. First.
- 2009 : Coran (nouvelle traduction), Fayard.
- 2009 : Dictionnaire encyclopédique du Coran, Fayard.
- 2011 : Les grandes figures de l'Islam, Librairie Académique Perrin.
- 2011 : Les Enfants d'Abraham. Un chrétien, un juif et un musulman dialoguent, avec Alain de La Morandais, Haïm Korsia, Presses de la Renaissance.
- 2012 : Dictionnaire amoureux de l'Algérie, Plon, coll. « Dictionnaire amoureux ».
- 2013 : Changer l'islam : Dictionnaire des réformateurs musulmans des origines à nos jours, Albin Michel.
- 2014 : L’érotisme arabe, Robert Laffont, coll. « Bouquins ».
- 2015 : L'inconscient de l'islam : Réflexions sur l'interdit, la faute et la transgression, CNRS,  (ISBN 978-2-27108586-3).
- 2015 : L'islam en 100 questions, Tallandier.
- 2015 : Mohammed, prophète de l'islam, Robert Laffont.
- 2017 : J'avais tant de choses à dire encore. Entretiens avec Fawzia Zouari, Desclée De Brouwer.
- 2017 : Les 100 mots du Coran, Puf, coll. « Que sais-je ? ».